# Reyssouze (Fluss)
Die Reyssouze ist ein Fluss in Frankreich, der im Département Ain in der Region Auvergne-Rhône-Alpes verläuft. Sie entspringt in den Bergen südlich von Journans, entwässert generell in nordwestlicher Richtung, durchquert auf ihrem Weg die Stadt Bourg-en-Bresse und mündet nach rund 75 Kilometern gegenüber von Fleurville als linker Nebenfluss in die Saône. Der Mündungsbereich liegt an der Gemeindegrenze der gleichnamigen Gemeinde Reyssouze mit der Nachbargemeinde Pont-de-Vaux.

## Orte am Fluss
- Journans
- Tossiat
- Montagnat
- Bourg-en-Bresse
- Attignat
- Montrevel-en-Bresse
- Pont-de-Vaux
- Reyssouze

## Schifffahrt
Ab dem Ort Pont-de-Vaux wird der Fluss vom Canal de Pont-de-Vaux (manchmal auch Canal de la Reyssouze genannt) begleitet, der von einem ehemaligen Projekt zur Herstellung eines Schifffahrtsweges von Bourg-en-Bresse an die Saône übrig geblieben ist.